# Brunare
Brunarea este un proces de protejare a metalelor feroase prin care li se asigură protecția parțială împotriva oxidării printr-un strat de oxid negru⁠(d). Brunarea implică o acoperire de conversie⁠(d) electrochimică rezultată dintr-o reacție chimică de oxidare cu fierul de pe suprafață formând selectiv magnetită (Fe
3O
4 Fe
3O
4 Fe
3O
4), oxidul negru de fier. În comparație, rugina, oxidul roșu al fierului (Fe
2O
3 Fe
2O
3 Fe
2O
3), suferă o modificare de volum extrem de mare la hidratare; ca urmare, oxidul se desprinde cu ușurință, provocând rugina tipică roșiatică a fierului. Oxidul negru oferă o protecție minimă împotriva coroziunii, cu excepția cazului în care este tratat și cu un ulei care înlocuiește apa pentru a reduce umezirea și acțiunea galvanică. Un proces reprezentativ este brunarea armelor.
Pentru producerea stratului de oxid sunt utilizate diferite procedee.
Brunarea „la rece” utilizează, în general, un compus pe bază de dioxid de seleniu⁠(d) care colorează oțelul negru sau, mai des, un gri foarte închis. Este un produs dificil de aplicat uniform, oferă protecție minimă și este, în general, cel mai bine utilizat pentru lucrări mici de reparații rapide și retușuri.
Brunarea „fierbinte” este o soluție de sare alcalină⁠(d) care utilizează nitrat de potasiu⁠(d) sau azotat de sodiu și hidroxid de sodiu, denumit „negru caustic tradițional”, care se face de obicei la o temperatură ridicată, 135 la 155 °C (275 la 311 °F). Această metodă a fost adoptată de companiile de arme de foc mai mari pentru o albăstruire la scară largă și mai economică. Oferă o bună rezistență la rugină, care este îmbunătățită cu ulei.
Brunarea cu vapori oferă cea mai bună rezistență la rugină și la coroziune, deoarece procesul transformă continuu orice metal care este capabil să ruginească în magnetit ( Fe
3O
4</br> Fe
3O
4</br> Fe
3O
4 ). Tratarea cu un strat de ulei sporește protecția oferită de brunare. Acest proces este, de asemenea, singurul proces utilizat în siguranță pentru a re-bruna puștile de epocă. Multe puști cu țeavă dublă sunt lipite moale (plumb) sau lipite cu argint și multe dintre părți sunt atașate și prin această metodă. Temperaturile mai ridicate ale celorlalte procese, precum și natura lor caustică ar putea slăbi îmbinările lipite și pot face pistolul periculos de utilizat.
Brunarea poate fi făcută și într-un cuptor, de exemplu pentru o sabie sau un alt obiect fabricat în mod tradițional de un fierar sau un specialist, cum ar fi un fierar de arme. Produsele de fierărie până astăzi pot fi găsite ocazional din oțel albăstruit de către meșteri tradiționali din culturi și segmente ale societății care folosesc această tehnologie fie de necesitate, fie de alegere.

## Aplicații
Brunarea este cel mai frecvent utilizată de către producătorii de arme, armurierii și proprietarii de arme pentru a îmbunătăți aspectul cosmetic al armelor de foc și pentru a oferi o măsură a rezistenței la coroziune. De asemenea, este folosit de către mașiniști, pentru a proteja și înfrumuseța uneltele făcute pentru uz propriu. Brunarea ajută, de asemenea, la menținerea finisajului metalic, rezistând la zgârieturi superficiale și, de asemenea, ajută la reducerea strălucirii în ochii trăgătorului atunci când privește în jos țeava armei. Toate piesele brunate necesită încă lubrifiere pentru a preveni rugina. Brunarea, fiind o acoperire de conversie chimică, nu este la fel de robustă împotriva uzurii și rezistenței la coroziune precum acoperirile placate și, de obicei, nu este mai groasă de 2,5 micrometri (0,0001 inchi). Din acest motiv, se consideră că nu se adaugă nici o grosime apreciabilă pieselor prelucrate cu precizie. Frecarea, ca urmare a uzurii tocului, îndepărtează rapid brunarea pe perioade lungi de utilizare. De obicei, este nerecomandabil să folosiți brunarea la rece ca retușare în cazul în care există frecare. Dacă brunarea la rece este singura opțiune practică, zona trebuie menținută cu ulei pentru a prelungi cât mai mult durata de viață a stratului.
Noile arme sunt disponibile în mod obișnuit în opțiunile de finisare brunate oferite ca finisaj cel mai puțin costisitor, iar acest finisaj este, de asemenea, cel mai puțin eficient pentru a oferi rezistență la rugină, în comparație cu alte finisaje precum Parkerizarea sau cromarea tare sau procesele de nitrurare precum Tenifer.
Brunarea este, de asemenea, folosită pentru a oferi colorare pentru piesele de oțel ale ceasurilor fine și alte metale fine. Acest lucru se realizează adesea fără substanțe chimice prin simpla încălzire a oțelului până când apare o peliculă de oxid albastru. Aspectul albastru al peliculei de oxid este folosit și ca un indicator al temperaturii la călirea oțelului carbon după călire, indicând o stare de temperare potrivită pentru arcuri.
Brunarea este, de asemenea, folosită în protejarea vaselor de gătit din oțel carbon, pentru a le face relativ rezistente la rugină și antiaderente. În acest caz, uleiul de gătit, mai degrabă decât uleiul de armă, acționează pentru a înlocui apa și a preveni rugina.
Format:Il-wd de scrimă premium sunt adesea oferite cu un finisaj albastru. Acest finisaj le permite să fie depozitate în condiții de umiditate ridicată, precum gențile de sport, fără să ruginească.
Brunarea este adesea un efort de hobbyist și există multe metode de brunare și dezbateri continue despre eficiența relativă a fiecărei metode.
Din punct de vedere istoric, lamele de ras⁠(d) au fost adesea brunate. O proprietate de rezistență neliniară a oțelului brunat al lamelor de ras, prefigurând aceeași proprietate descoperită mai târziu în joncțiunile diodelor semiconductoare, împreună cu disponibilitatea imediată a lamelor de ras din oțel brunat, a condus la utilizarea lamelor de ras ca detector în setul de cristal AM al aparatelor de radio care au fost construite de militari (ca radiouri de tranșeu) sau de către prizonierii de război în timpul celui de-al Doilea Război Mondial.
Brunarea funcționează numai pe materiale feroase, cum ar fi oțelul sau fonta, pentru protejarea împotriva coroziunii, deoarece schimbă fierul în Fe3O4. Deoarece aluminiul și polimerii nu ruginesc, nu pot fi brunați și nu este asigurată nici o protecție împotriva coroziunii. Cu toate acestea, substanțele chimice din procesul de brunare pot provoca pete neuniforme pe piesele din aluminiu și polimer. Brunarea la cald nu trebuie încercată niciodată pe aluminiu, deoarece, pe măsură ce reacționează, se dizolvă de obicei în baia de sare caustică.